# Мария Амалия фон Бранденбург-Швет
Мария Амалия фон Бранденбург-Швет (на немски: Maria Amalia von Brandenburg-Schwedt; * 26 ноември 1670, Кьолн, днес Берлин; † 17 ноември 1739, дворец Бертхолдсбург, Шлойзинген) от фамилията Хоенцолерн, е принцеса от Бранденбург-Швет и чрез женитба херцогиня на Саксония-Цайц.

## Живот
Дъщеря е на "Великия курфюрст“ Фридрих Вилхелм фон Бранденбург (1620 – 1688) и втората му съпруга Доротея София фон Шлезвиг-Холщайн-Зондербург-Глюксбург (1636 – 1689), дъщеря на херцог Филип фон Шлезвиг-Холщайн-Зондербург-Глюксбург.
Мария Амалия се омъжва на 20 август 1687 г. в Потсдам за наследствен принц Карл Мекленбургски (1664 – 1688), син на херцог Густав Адолф и съпругата му Магдалена Сибила фон Шлезвиг-Холщайн-Готорп. Бракът е бездетен. Той умира на 23 години внезапно от едра шарка. Мария Амалия загубва детето си същия ден на 15 март 1688 г.
Мария Амалия се омъжва на 25 юни 1689 г. в Потсдам за херцог Мориц Вилхелм фон Саксония-Цайц (1664 – 1718), син на херцог Мориц фон Саксония-Цайц и втората му съпруга Доротея Мария фон Саксония-Ваймар. Тя го надживява с 21 години.
Мария Амалия умира на 69 години в Шлойзинген, където живее след смъртта на втория си съпруг и е погребана в княжеската гробница на църквата „Св. Мартин“ в Касел.

## Деца
Мария Амалия и Мориц Вилхелм фон Саксония-Цайц имат децата:
- Фридерих Вилхелм (1690 – 1690)
- Доротея Вилхелмина (1691 – 1743), ∞ 1717 г. за ландграф Вилхелм VIII фон Хесен-Касел
- Каролина Амалия (1693 – 1694)
- София Шарлота (1695 – 1696)
- Фридрих Август (1700 – 1710)